# Jean Boudoint
Jean Boudoint est un homme politique français né le 16 janvier 1860 au Chambon-Feugerolles (Loire) et mort le 12 mars 1943 à Saint-Étienne (Loire).
Avocat à Saint-Étienne, bâtonnier de l'ordre, il est administrateur des hospices et maire de Saint-Paul-en-Cornillon et député de la Loire de 1910 à 1914, inscrit au groupe des Républicains progressistes. 

## Sources
- « Jean Boudoint », dans le Dictionnaire des parlementaires français (1889-1940), sous la direction de Jean Jolly, PUF, 1960 [détail de l’édition]